# Loudon (geslacht)

Geslachtswapen (1884)

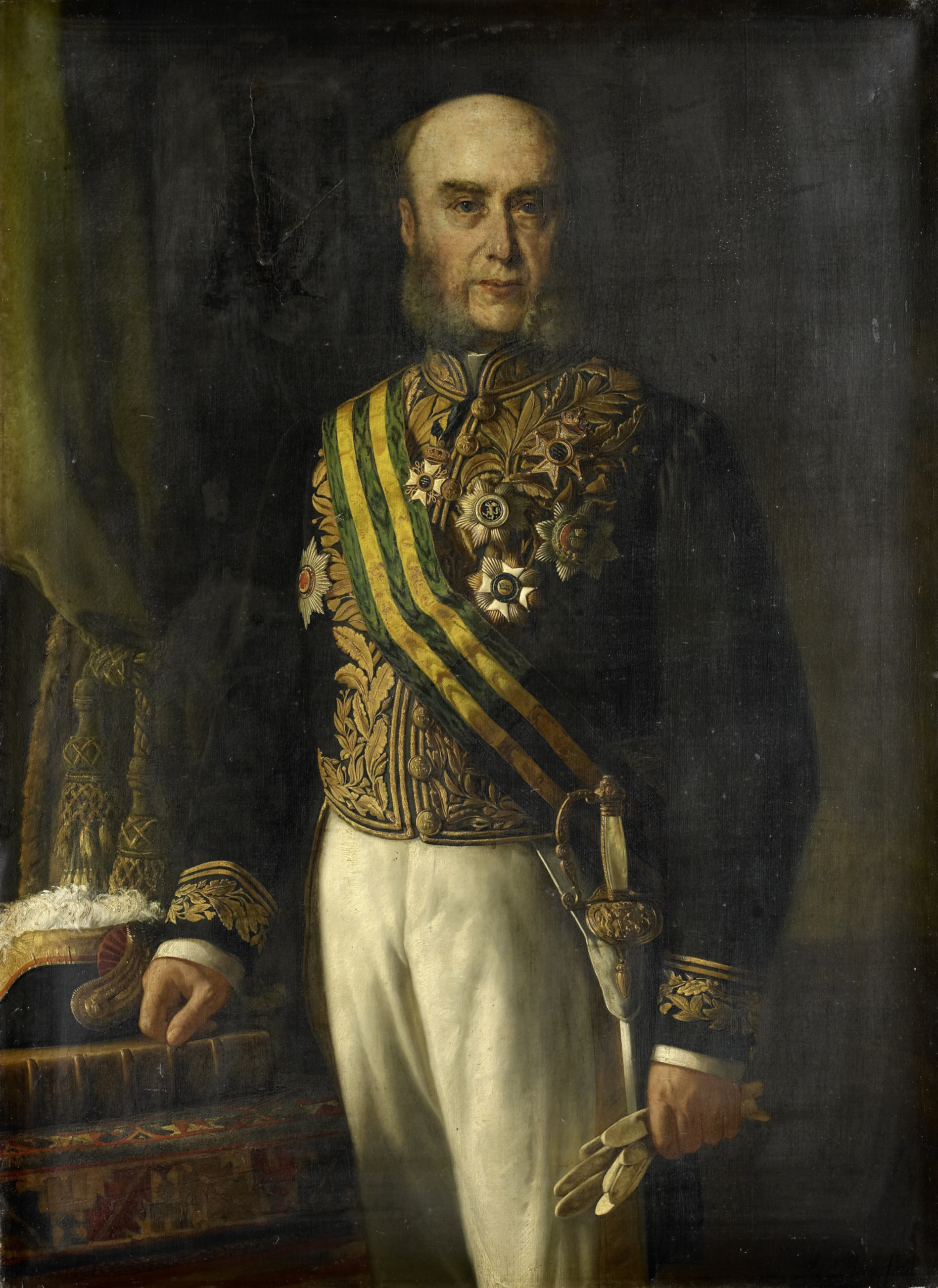
Portret van James Loudon (1824-1900), geschilderd door Andries van den Berg.

Loudon is een geslacht dat behoort tot de Nederlandse adel en het Nederlands patriciaat.

## Geschiedenis
Het geslacht Loudon is oorspronkelijk afkomstig uit het Schotse dorp Lintrathen bij Kirriemuir in het graafschap Angus. De stamvader James Loudon kwam hiervandaan; diens zoon woonde rond 1751-1755 te Tannadice. Het gevoerde wapen is vrijwel identiek aan dat van het Schotse geslacht Campbell, graven van Loudoun.
De familie Loudon heeft een belangrijke rol gespeeld bij de ontwikkeling van Koninklijke Olie (Shell). Tweemaal stond een Loudon aan het roer bij de oliefirma. Andere leden van het geslacht Loudon hebben invloedrijke posities bekleed bij de overheid en bij Akzo. Met de handel in olie en tin heeft de familie een fortuin vergaard. De familie bezat het landgoed Valkenhorst.

## Enkele telgen
- Alexander Loudon (1789-1839), suiker- en indigofabrikant op Java; kwam naar Nederland tijdens het Engelse tussenbestuur (1811–1816) en werd in 1824 genaturaliseerd tot Nederlander
  - John Francis Loudon (1821-1895), medeoprichter van de Billiton Maatschappij
  - Mr. Alexander Loudon (1822-1868), vicepresident Raad van Nederlands Indië
    - Mr. Alexander Loudon (1857-1921), regeringscommissaris voor het mijnwezen in Nederlands-Indië
      - Dr. Alexander Loudon (1892-1953), diplomaat

  - Jhr. mr. James Loudon (1824-1900), koloniaal bestuurder en minister. Bij Koninklijk Besluit op 18 februari 1884 werd hij verheven in de adel zodat zijn nageslacht het predicaat jonkheer of jonkvrouw draagt.
    - Jhr. ir. Hugo Loudon (1860-1941), medeoprichter en voorzitter raad van bestuur van Shell
      - Jhr. James Willem Loudon (1904-1973)
        - Jkvr. Frederika Lydia Loudon (1936); trouwde in 1958 met Sir John Stewart-Clark (1929), 3e baronet, lid van het Europees Parlement
        - Jhr. James Theodore Loudon (1940)
          - Jhr. James Hugo Loudon (1973); trouwde in 2013 met Marie-Louise gravin de Beaufort Spontin (1977), telg uit het Belgische adelsgeslacht De Beaufort Spontin en dochter van dr. Christian graaf de Beaufort Spontin (1947), kunsthistoricus en directeur bij het Kunsthistorisches Museum en kleindochter van Friedrich hertog de Beaufort Spontin, markies Spontin (1916-1998)

        - Jhr. Ronald Henry Loudon (1942), diplomaat en oud-algemeen secretaris van koningin Beatrix

      - Jhr. mr. John Hugo Loudon (1905-1996), topman van Shell
      - Jhr. mr. Hugo Alexander Loudon (1908-1944), ambtenaar
        - Jhr. mr. Aarnout Alexander Loudon (1936-2021), voormalig topman van Akzo en politicus
        - Jhr. mr. Francis Loudon (1938), heer van Hardenbroek (1994-), oud-bankier

    - Jhr. dr. John Loudon (1866-1955), ambassadeur en minister van Buitenlandse Zaken

Geslachten die opgenomen zijn in het sinds 1910 verschijnende genealogische naslagwerk Nederland's Patriciaat. Lijst volgens opgave van het CBG Centrum voor familiegeschiedenis.
A · B · C · D · E · F · G · H · I · J · K · L · M · N · O · P · Q · R · S · T · U · V · W · Y · Z